# Polo aquático nos Jogos Olímpicos de Verão de 1996
O torneio de Pólo aquático nos Jogos Olímpicos de Verão de 1996 foi realizado em Atlanta, na Estados Unidos.

## Masculino
| Ouro | Prata | Bronze |
| Espanha José Maria Abarca Ángel Luis Andreo Daniel Ballart Pedro Francisco Garcia Salvador Gómez Manuel Estiarte Iván Moro Miguel Ángel Oca Jorge Payá Sergi Pedrerol Jesús Miguel Rollán Jordi Sans Carles Sans | Croácia Maro Balić Perica Bukić Damir Glavan Igor Hinić Vjekoslav Kobeščak Joško Kreković Ognjen Kržić Dubravko Šimenc Siniša Školneković Ratko Štritof Renato Vrbičić Tino Vegar Zdeslav Vrdoljak | Itália Alberto Angelini Francesco Attolico Fabio Bencivenga Alessandro Bovo Alessandro Calcaterra Roberto Calcaterra Marco Gerini Alberto Ghibellini Lico Guistolisi Amedeo Pomilio Francesco Postiglione Carlo Silipo Leonardo Sottani |

### Primeira fase

#### Grupo A
| Equipe            | Pts | J | V | E | D | GP | GC |
| ----------------- | --- | - | - | - | - | -- | -- |
| HUN Hungria       | 10  | 5 | 5 | 0 | 0 | 47 | 38 |
| YUG Iugoslávia    | 7   | 5 | 3 | 1 | 1 | 46 | 44 |
| ESP Espanha       | 6   | 5 | 3 | 0 | 2 | 39 | 33 |
| RUS Rússia        | 5   | 5 | 2 | 1 | 2 | 42 | 38 |
| GER Alemanha      | 2   | 5 | 1 | 0 | 4 | 36 | 45 |
| NED Países Baixos | 0   | 5 | 0 | 0 | 5 | 36 | 48 |

| 20 de julho   |      |               |
| Países Baixos | 8–11 | Iugoslávia    |
| Hungria       | 8–7  | Rússia        |
| Espanha       | 9–3  | Alemanha      |
| 21 de julho   |      |               |
| Iugoslávia    | 9–9  | Rússia        |
| Alemanha      | 8–9  | Hungria       |
| Países Baixos | 7–8  | Espanha       |
| 22 de julho   |      |               |
| Rússia        | 10–8 | Alemanha      |
| Espanha       | 7–9  | Iugoslávia    |
| Hungria       | 10–8 | Países Baixos |
| 23 de julho   |      |               |
| Iugoslávia    | 9–8  | Alemanha      |
| Países Baixos | 5–10 | Rússia        |
| Espanha       | 7–8  | Hungria       |
| 24 de julho   |      |               |
| Hungria       | 12–8 | Iugoslávia    |
| Rússia        | 6–8  | Espanha       |
| Países Baixos | 8–9  | Alemanha      |

#### Grupo B
| Equipe             | Pts | J | V | E | D | GP | GC |
| ------------------ | --- | - | - | - | - | -- | -- |
| ITA Itália         | 10  | 5 | 5 | 0 | 0 | 48 | 38 |
| USA Estados Unidos | 8   | 5 | 4 | 0 | 1 | 45 | 37 |
| CRO Croácia        | 6   | 5 | 3 | 0 | 2 | 51 | 39 |
| GRE Grécia         | 4   | 5 | 2 | 0 | 3 | 37 | 38 |
| ROM Romênia        | 1   | 5 | 0 | 1 | 4 | 31 | 45 |
| UKR Ucrânia        | 1   | 5 | 0 | 1 | 4 | 33 | 48 |

| 20 de julho    |      |                |
| Croácia        | 8–5  | Grécia         |
| Ucrânia        | 6–6  | Romênia        |
| Itália         | 10–7 | Estados Unidos |
| 21 de julho    |      |                |
| Romênia        | 6–11 | Croácia        |
| Itália         | 8–6  | Ucrânia        |
| Estados Unidos | 9–7  | Grécia         |
| 22 de julho    |      |                |
| Croácia        | 8–10 | Itália         |
| Ucrânia        | 7–9  | Estados Unidos |
| Grécia         | 8–5  | Romênia        |
| 23 de julho    |      |                |
| Itália         | 10–8 | Grécia         |
| Ucrânia        | 8–16 | Croácia        |
| Estados Unidos | 10–5 | Romênia        |
| 24 de julho    |      |                |
| Grécia         | 9–6  | Ucrânia        |
| Itália         | 10–9 | Romênia        |
| Croácia        | 8–10 | Estados Unidos |

### Classificação 9º-12º lugares
| Equipe            | Pts | J | V | E | D | GP | GC |
| ----------------- | --- | - | - | - | - | -- | -- |
| GER Alemanha      | 6   | 3 | 3 | 0 | 0 | 29 | 16 |
| NED Países Baixos | 3   | 3 | 1 | 1 | 1 | 25 | 26 |
| ROM Romênia       | 2   | 3 | 1 | 0 | 2 | 25 | 28 |
| UKR Ucrânia       | 1   | 3 | 0 | 1 | 2 | 21 | 30 |

| 26 de julho   |      |               |
| Alemanha      | 10–4 | Ucrânia       |
| Países Baixos | 10–8 | Romênia       |
| 27 de julho   |      |               |
| Alemanha      | 9–6  | Países Baixos |
| Romênia       | 11–8 | Ucrânia       |
| 28 de julho   |      |               |
| Países Baixos | 9–9  | Ucrânia       |
| Alemanha      | 10–6 | Romênia       |

### Quartas de final
| 26 de julho |      |                |
| Hungria     | 12–8 | Grécia         |
| Iugoslávia  | 6–8  | Croácia        |
| Espanha     | 5–4  | Estados Unidos |
| Rússia      | 9–11 | Itália         |

### Classificação 5º-8º lugares
| 27 de julho |       |                |
| Grécia      | 7–6   | Estados Unidos |
| Iugoslávia  | 15–16 | Rússia         |

#### 7º-8º lugar
| 28 de julho    |      |            |
| Estados Unidos | 12–8 | Iugoslávia |

#### 5º-6º lugar
| 28 de julho |      |        |
| Grécia      | 8–10 | Rússia |

### Semifinal
| 27 de julho |     |         |
| Croácia     | 7–6 | Itália  |
| Hungria     | 6–7 | Espanha |

### Disputa pelo bronze
| 28 de julho |       |        |
| Hungria     | 18–20 | Itália |

### Final
| 28 de julho |     |         |
| Espanha     | 7–5 | Croácia |

## Classificação final
| Pos. | País               |
| ---- | ------------------ |
|      | ESP Espanha        |
|      | CRO Croácia        |
|      | ITA Itália         |
| 4    | HUN Hungria        |
| 5    | RUS Rússia         |
| 6    | GRE Grécia         |
| 7    | USA Estados Unidos |
| 8    | YUG Iugoslávia     |
| 9    | GER Alemanha       |
| 10   | NED Países Baixos  |
| 11   | ROM Romênia        |
| 12   | UKR Ucrânia        |